# Bunkaldoddi, Devadurga
Bunkaldoddi là một làng thuộc tehsil Devadurga, huyện Raichur, bang Karnataka, Ấn Độ.